# Strychnos soubrensis
Strychnos soubrensis är en tvåhjärtbladig växtart som beskrevs av Hutchinson och Dalziel. Strychnos soubrensis ingår i släktet Strychnos och familjen Loganiaceae. Inga underarter finns listade i Catalogue of Life.